# Бора Ненић
Бора Ненић (Суботиште, Пећинци, 23. новембар 1949) српски је филмски и позоришни глумац. Завршио је Пету београдску гимназију 1968. године, док је 1969. године почео да се бави глумом.

## Позоришна и филмска каријера
Глумачку каријеру започео је 1969. године, када је постао члан Академског културно-уметничког друштва Бранко Крсмановић, где је глумио све до 1978. године. У том периоду радио је као радник Естрадне делатности, а у периоду 1971—1975. године радио је и у позоришту Бошко Буха у Београду као помоћни реквизитер. Након тога постао је члан Народног позориште Тузле и био у њему све до 1982. године. Био је глумац-првак драме Народног позориште Републике Српске у периоду од 1982. до 1992. године и Народног позоришта Сомбор од 1992. до 2001. године. У периоду 2001—2010. године био је самостални драмски уметник и члан Удружења драмских уметника Србије, а од 2011. године члан је Народног позоришта Приштина у Косовској Митровици. Прву филмску улогу добио је у филму Милева Ајнштајн, 1972. године.

## Филмографија
| Год.         | Назив                                           | Улога                      |
| ------------ | ----------------------------------------------- | -------------------------- |
| 1970-е       |                                                 |                            |
| 1972.        | Милева Ајнштајн (ТВ)                            | Студент                    |
| 1980-е       |                                                 |                            |
| 1980.        | Хусинска буна                                   |                            |
| 1982.        | Операција Теодор                                |                            |
| 1982.        | Коже (ТВ серија)                                | Салкан                     |
| 1982.        | Дани Авној—а                                    | (ТВ серија)                |
| 1986.        | Мисија мајора Атертона (ТВ серија)              |                            |
| 1989.        | Рањеник (ТВ серија)                             |                            |
| 1990-е       |                                                 |                            |
| 1995.        | Крај династије Обреновић (ТВ серија)            |                            |
| 1998.        | Породично благо (ТВ серија)                     | Полицајац                  |
| 2000-е       |                                                 |                            |
| 2002.        | Заједничко путовање                             | Игуман                     |
| 2003.        | Живот је марш                                   |                            |
| 2004.        | Мјешовити брак (ТВ серија)                      | Мајстор                    |
| 2005.        | Кошаркаши                                       | Чика Мића                  |
| 2005.        | Јелена (ТВ серија)                              | Рецепционер                |
| 2005.        | Идеалне везе (ТВ серија)                        | Господин Дуњић             |
| 2006.        | Оптимисти                                       | Срчани болесник            |
| 2006.        | Седам и по                                      | Одрпанац                   |
| 2006.        | Курсаџије                                       | отац                       |
| 2007.        | Боксери иду у рај                               | Просјак                    |
| 2007.        | Каравађо                                        |                            |
| 2007.        | Четврти човек                                   | Психијатар                 |
| 2008.        | Рецепт за игру (ТВ серија)                      | Деда                       |
| 2008.        | Биро за изгубљене ствари                        | Поштар                     |
| 2008.        | Верујте, али не претерујте (ТВ серија)          | Ујак                       |
| 2009.        | Живот и смрт порно банде                        | Мајор                      |
| 2009.        | Бела лађа (ТВ серија)                           | Миросладовић стражар       |
| 2009.        | Горки плодови (ТВ серија)                       | Гојко                      |
| 2009.        | Сељаци                                          | (ТВ серија) Трајко         |
| 2009.        | Ђавоља варош                                    | Радник                     |
| 2009.        | Горки плодови (ТВ серија)                       |                            |
| 2009.        | Медени месец                                    | Сниматељ на свадби         |
| 2010-е       |                                                 |                            |
| 2010.        | Lo scandalo della Banca Romana                  | Кум Стева                  |
| 2010.        | Шесто чуло (ТВ серија)                          | Конобар                    |
| 2010.        | Partisan Songspiel Belgrade Story               |                            |
| 2010.        | Тотално нови талас (ТВ серија)                  | Миле продуцент             |
| 2010.        | Шишање                                          | Академик                   |
| 2010.        | План Б                                          | Човек са моторном тестером |
| 2010.        | Мртав човек не штуца                            | судија Главина             |
| 2011.        | Преградни зид                                   |                            |
| 2011.        | Мала али права сТВар                            | Посластичар                |
| 2011.        | Мирис кише на Балкану                           | Човек из склоништа         |
| 2011.        | Кориолан                                        | Чистач                     |
| 2012.        | Најлепшта је земља моја                         | Клерк                      |
| 2012.        | Кад сване дан                                   | Ћелави                     |
| 2012.        | Il commissario Nardone                          |                            |
| 2012.        | The First Yugoslavian Cosmonaut                 | Јури Гарић                 |
| 2013.        | Вирус                                           | Професор Стева             |
| 2014.        | На прљавом трагу                                | Баба, Министар             |
| 2014.        | Мамци и удице                                   | Бора Тенић                 |
| 2014.        | Сами у пиџами                                   | Радослав Марковић          |
| 2014.        | Кожа ће нам постати сива                        |                            |
| 2014.        | Излаз у случају опасности                       | Мр. Ивановић               |
| 2014.        | Мост на крају свијета                           | Драго                      |
| 2014.        | Ничије дете                                     | Обућар                     |
| 2014.        | Бранио сам Младу Босну                          | Славко                     |
| 2014.        | Ургентни центар (ТВ серија)                     | Господин Злоковић          |
| 2014.        | Воз                                             | Железничар                 |
| 2015.        | Бранио сам Младу Босну (ТВ серија)              | Славко                     |
| 2015.        | Небо изнад нас                                  | Димитрије                  |
| 2015.        | Новајлија (филм)                                | Пијанац                    |
| 2015.        | Чизмаши (ТВ серија)                             | Митар                      |
| 2016.        | Браћа по бабине линије                          | Путник у аутобусу          |
| 2016.        | Главом кроз зид (ТВ серија)                     |                            |
| 2016.        | Село гори, а баба се чешља (ТВ серија)          | Путник у аутобусу          |
| 2016.        | Сумњива лица (ТВ серија)                        | Пацијент                   |
| 2017.        | Реквијем за госпођу Ј.                          | Петар                      |
| 2017.        | Синђелићи (ТВ серија)                           | Домар Бора                 |
| 2017.        | Ringo Rocket Star and His Song for Yuri Gagarin | Пијанац                    |
| 2017.        | Споразум                                        | Петар                      |
| 2017.        | Пси лају, ветар носи                            | Друг 2 СУБНОР              |
| 2017.        | Пет                                             | шетач малтезера            |
| 2018.        | Неспоразум                                      |                            |
| 2019 - 2022. | Јунаци нашег доба                               | Врућков таст               |
| 2019 - 2020. | Швиндлери                                       | Баћко                      |
| 2020-е       |                                                 |                            |
| 2020 - 2021. | Игра судбине                                    | академик Марковић          |
| 2020.        | Хотел Балкан (ТВ серија)                        | Драги                      |
| 2020.        | Мама и тата се играју рата                      | старији комшија            |
| 2021.        | Камионџије д. о. о.                             | пензионер Скочаић          |
| 2021.        | Тајне винове лозе                               | Слоба                      |
| 2021.        | Дрим тим (ТВ серија)                            | Сима                       |
| 2021 - 2022. | Радио Милева                                    | Велизар                    |
| 2021.        | Александар од Југославије (ТВ серија)           | Велимир Вукићевић          |
| 2021.        | Калкански кругови                               | председник комисије        |
| 2022 - 2023. | Од јутра до сутра                               | Душан Дуле Милић           |
| 2022.        | Комедија на три спрата                          | Неђа                       |
| 2023.        | Ко жив, ко мртав                                | деда са гуском             |

## Позоришне представе
У Академском културно-уметничком друштву Бранко Крсмановић играо је у периоду 1969——1978. године у следећим позоришним представама:
- Јауци и лепота једног рађања
- Гуштер од кобалта
- Мува без главе (више улога)
- Алергија (Ас режије)
- Ахил и девице (Локомед, краљ)
- Клим-клем (Жгољавко)
- Ко је убио капетана Куку (Саша, Дете)
- Приче
- Поздрави неког
- Први (Муж)
- Змај (Грађанин)
- Нешто свакодневно
- Диоклецијанова палача (Градитељ, Трговац и Радник)
- Живот провинцијских плејбоја (Кола)
- Тил уленспигел (Племић, Просјак)
- Светлости града Београда
- Краљ 4

У Позоришту на Теразијама играо је у следећим представама:
- Зона Занфирова (Младић)
- Краљ Бетајнове (Сељак)

Позориште Бошко Буха
- Торта са пет спратова (Декоратер)
- Пут око света за 80. дана (Двојник Жана Паспартуа)
- Том Сојер (Џо Харпер)
- Пипи дуга чарапа (Мики, Дечак)
- Легенда о Бошку Бухи (Бреза, Војник)
- Хајдуци (Ученик, Сељак)
- Невидљива птица (Оџачар)
- Часна реч Деда Мразе (Оџачар)
- Три чаробна пса (Бели пас)
- Царска се пориче
- Голи краљ (Котлић)
- Биберче (Паж, Луња)
- Хобит (Двалин)
- Тибалија (Тиба)
- Снежана и седам патуљака (Мудриша)
- Василиса прекрасна (Створење)
- Принц Растко-монах Сава (Учитељ)
- Укроћена горопад (Батиста Минола)
- Пепељуга (Краљ)
- Снежна краљица (Разбојник)

Народно позориште Тузла (од 1978. до 1982. године)
- Зла жена (Харлекин)
- Седморица (Гласник)
- Златна јабука (Просјак)
- Сумњиво лице (Ђока)
- Последња љубав Хасана Каимије (Наиб)
- Школариште
- Змај (Дечак)
- У логору (Заставник Шимунић)
- Преноћиште (Бата)
- Госпођа Министарка (Рака)
- Дугоња, видоња и трбоња (Трбоња)
- Крик (Макс)
- Краљево (Југодиви)
- Мандрагола (Несер Нича)
- Пустолов пред вратима (Добро одгојени младић)
- Ноћ стрепње (Полицист)
- Алија Алијагић (Аугуст Цесарец)
- Црвенкапа и збуњен вук (Вук)
- Домовина се брани лепотом
- Историја и пјесма казаће истину о нама

Народно позориште Републике Српске (од 1982. до 1992. године)
- Саблазан у долини Шенифлоријанској (Путник)
- Зла Жена (Стеван, служитељ)
- Јазавац пред судом (Доктор)
- Клаустрофобична комедија (Теја Крај)
- Представа Хамлета (Мачак)
- Ла мама (Бележник Пуљинзи)
- Мрешћење шарана (Капетан Васа Вучуровић)
- Зора на истоку (Ваци, Чех)
- Тамо куда је отишао друг Шимун (Радник)
- Нова вина (Маркица, секретар)
- Галеб (Трепљев)
- Родољупци (Жутилов)
- Магарац (Валтен)
- Госпођа Министарка (Рака)
- Кочоперитис (Мики)
- Позајмљени стан (Видра Јалош, водоинсталатер)
- Богови су уморни (Променић, писац)
- Вук реформатор (Шимун, Копитар, Младић)
- Укокај мога мужа (Забављач)
- Плеј Чехов (Медвед-Смирнов)
- Развална (Јанко)
- Плеј Кочић (Оловко, Судија, Владинац)
- Власт (Министар Тоза)
- Путујуће позориште Шопаловић (Грађанин)
- Тврђава (Мудерис Нуман)
- Женски разговори (Мишко, масер)
- Живот провинцијских плејбоја (Стопино)
- Кус петлић (Пиле Копиле)
- Срећа је тамо (Бранко)
- Р (Аврам, отац)
- Метастабилни грал (Маринети)
- Мачке у џаку (Зец)
- Покојник (Господин Ђурић)
- Сам себи направио олтар (Тартик)
- Власт (министар Тоза)
- Поноћна провала
- Весела читанка (више улога)
- Белешке једне Ане
- Кир Јања (Петар, слуга)

Народно позориште Сомбор (од 1992. до 2001. године)
- Случајна смрт једног анархисте (Управник полиције)
- Маратонци трче почасни круг (Милутин)
- Ко се шуња иза жбуња (Арсеније, чаробњак)
- Дон Жуан (господин Диманш, трговац)
- Хотел Промаја (Матје, муцавац)
- Фишкал галантном (Чамча)
- Фигарова женидба (Доктрор Бартоло)
- Гордана (Атил Бег Бојичић)
- Три прасета (Жиле)
- Мала (Деда)
- Деда Мразић (Црвени нос)
- Укроћена горопад (Грумио, Винћенцо)
- Лабудова песма (Никита Иванич, суфлер)
- Ждралово перје (Отомо, старац)
- Црвенкапа (Вук)
- Виловњак од западних страна (Мајка Џејмс Флерти)
- Путовање за Нант (господин Лука Дебревијари, чудни глуваћ)
- Мара сад (Пацијент)
- Афера недужне Анабеле (Фердинандо)
- Сумњиво лице (Алекса Жунић)
- Зла жена (Стеван, служитеља)
- Покојник (господин Ђурић)
- Богојављенска ноћ (Фест Лудало)
- Чекералове приче (Чекетало)
- Ружење народа у два дела (Поп)
- Непрекидна настава (Професор, глумац)
- Јерма (Сељак)

Као самостални драмски уметник (од 2001. до 2010. године)
- Просидба (С. С. Чубуков, отац)
- Полицијска станица (више улога)
- Ово се више не може сносити
- Брковикс и дебеликс спашавају Деда Мраза (Кутлачикс)
- Аудиција за Деда Мраза (Дебељко)
- Проклетство потлачене класе (Вестон, отац)
- Опера за три гроша (господин Пичам)
- Марлон Монро (Толе)
- Смртоносна мотористика (Драги)
- Бен 10 и Гвен спашавају Деда Маза (Деда Макс)
- Плеј Швејк (Швејк)
- Поручник са Инишмора (Дони, отац)
- Лажа и паралажа (Марко Вујић, деда)

Позориште Пан Театар
- Чекетало (Чекетало)
- Три прасета (Жиле)
- Тајна из заборављене долине (Страшило)
- Мала сирена (Скочко, Ушати)
- Деда Мразове лудорије (Деда Мраз)
- Петар Пан (Тата Панта, Капетан Кука)
- Гусарски капетан (капетан Џон Пиплфокс)
- Тоби (Тоби, јазавичар)

Позориште лутака „Пинокио“
- Баш Челик (Старац Самуило)
- Вила Сачино (Намесник Ристич)
- Харолд и Мод (Баштован)

Позориште Славија
- Не шетај се гола (Виктор, слуга)
- Кирија (Чиновник)
- Новогодишња представа (Кочијаш Деда Мраза)

Народно позориште Лесковац
- Буба у уху (Карлос)
- Сумњиво лице (Алекса Жунић)

Театар на Сави
- Три прасета (Жиле)
- Тајна из заборављене долине (Страшило)
- Чекетало (Чекетало)
- Деда Мраз и лудорије (Деда Мраз)
- Деда Мраз и Цица незналица (Деда Мраз)
- Чаробан путовања Чика Тозе обућара (Тоза)

Установа културе „Вук Стефановић Караџић"
- Куме, куме (муж
- Акваријум (Он)
- Господин Фока (Чистач ципела, Газда, Келнер, Неко)

Народног позоришта Приштина (од 2011. године)
- Жица (Баба)